# Brenda Cooper
Brenda Cooper (geboren am 12. August 1960 in Encino, Los Angeles, Kalifornien) ist eine US-amerikanische Science-Fiction-Autorin.

## Leben
Cooper studierte an der California State University in Fullerton und machte einen Abschluss in Management Information Systems. Weiterhin hat sie einen Abschluss der University of Southern Maine.
Cooper trat erstmals in Kooperationen mit Larry Niven in Erscheinung, wie etwa dem Roman Harlekins Mond. Sie ist in Deutschland vorwiegend durch ihre Serie Das silberne Schiff bekannt, in der sie vom Leben einer jungen Sängerin auf einem Generationenschiff erzählt. Die Serie stellt eine Nacherzählung des Lebens von Eva Perón im Science-Fiction-Gewand dar.
Cooper lebt mit ihrer Familie und drei Hunden in Bellevue, Washington.

## Auszeichnungen
- 2008 Endeavour Award für The Silver Ship and the Sea
- 2016 Endeavour Award für Edge of Dark

## Bibliografie
Christa (Kurzgeschichten, mit Larry Niven)
- Choosing Life (in: Analog Science Fiction and Fact, January 2002)
- Finding Myself (in: Analog Science Fiction and Fact, June 2002)

Mercedes Lackey’s Valdemar (Kurzgeschichten)
- Touches the Earth (2003, in: Mercedes Lackey (Hrsg.): Sun In Glory: and Other Tales of Valdemar)
- Dawn of Sorrows (2005, in: Mercedes Lackey (Hrsg.): Crossroads and Other Tales of Valdemar)
- The Power of Three (2008, in: Mercedes Lackey (Hrsg.): Moving Targets and Other Tales of Valdemar)
- The Last Part of the Way (2009, in: Mercedes Lackey (Hrsg.): Changing the World: All-New Tales of Valdemar)
- Songs of a Certain Sort (2010, in: Mercedes Lackey (Hrsg.): Finding the Way and Other Tales of Valdemar)
- Slow and Steady (2011, in: Mercedes Lackey (Hrsg.): Under the Vale and Other Tales of Valdemar)
- The Barest Gift (2014, in: Mercedes Lackey (Hrsg.): No True Way: All-New Tales of Valdemar)
- The Apprentice and the Stable Master (2016, in: Mercedes Lackey (Hrsg.): Tempest: All-New Tales of Valdemar)

Kath and Quicksilver (Kurzgeschichten, mit Larry Niven)
- Kath and Quicksilver (in: Asimov’s Science Fiction, August 2005)
- The Terror Bard (2007, in: Lou Anders (Hrsg.): Fast Forward 1: Future Fiction from the Cutting Edge)

Fremont’s Children – The Silver Ship (Romane)
- 1 The Silver Ship and the Sea (2007)
  - Deutsch: Sternenwind. Übersetzt von Bernhard Kempen. Blanvalet #26799, München 2011, ISBN 978-3-442-26799-6.
- 2 Reading the Wind (2008)
  - Deutsch: Das silberne Schiff. Übersetzt von Bernhard Kempen. Blanvalet #26800, München 2012, ISBN 978-3-442-26800-9.
- 3 Wings of Creation (2009)
- Stories of Fremont’s Children (2018, Anthologie; mit Danielle Ackley-McPhail)

Kurzgeschichten:
- Archival Story Fragment #1 (2018, in: Danielle Ackley-McPhail und Brenda Cooper: Stories of Fremont’s Children)
- Archival Story Fragment #2 (2018, in: Danielle Ackley-McPhail und Brenda Cooper: Stories of Fremont’s Children)
- How the Roamers Got Their Wagons (2018, in: Danielle Ackley-McPhail und Brenda Cooper: Stories of Fremont’s Children)
- Water Lily Hunting Grounds (2018, in: Danielle Ackley-McPhail und Brenda Cooper: Stories of Fremont’s Children)
- For the Snake of Power (2018, in: Joey Eschrich und Clark A. Miller (Hrsg.): Weight of Light: A Collection of Solar Futures)

Ruby’s Song (Romane)
- 1 The Creative Fire (2012)
- 2 The Diamond Deep (2013)

The Glittering Edge (Romane)
- 1 Edge of Dark (2015)
- 2 Spear of Light (2016)

Project Earth (Romane)
- 1 Wilders (2017)
- 2 Keepers (2018)

Einzelromane
- Building Harlequin’s Moon (2005; mit Larry Niven)
  - Deutsch: Harlekins Mond. Übersetzt von Armin Patzke. Bastei Lübbe Science Fiction & Fantasy #24366, 2008, ISBN 978-3-404-24366-2.
- The Licit Zone (2009)
- Mayan December (2011)
- Post (2017)

Sammlungen
- Beyond the WaterFall Door: Stories of the High Hills (2015)
- Cracking the Sky (2015)

Kurzgeschichten
2001:
- Ice and Mirrors (in: Asimov’s Science Fiction, February 2001; mit Larry Niven)

2002:
- Free Floaters (in: Asimov’s Science Fiction, August 2002; mit Larry Niven)

2003:
- Linda’s Dragon (in: Analog Science Fiction and Fact, July-August 2003)
- The Trellis (in: Analog Science Fiction and Fact, November 2003; mit Larry Niven)

2004:
- The War of the Flowers (in: Strange Horizons, 12 January 2004)
- Star Garden (in: Oceans of the Mind, #11, Spring 2004)
- Savant Songs (in: Analog Science Fiction and Fact, December 2004)

2005:
- A Lingering Scent of Bacon (2005, in: Martin H. Greenberg und Kerrie Hughes (Hrsg.): Maiden, Matron, Crone)
- Black Armbands (2005, in: Denise Little (Hrsg.): Time After Time)

2006:
- The Horses of the High Hills (2006, in: Martin H. Greenberg und Kerrie Hughes (Hrsg.): Children of Magic; auch: Magic Paint, 2015)
- My Grandfather’s River (in: Nature, August 17, 2006)

2007:
- A Hand and Honour (in: Nature, November 8, 2007)
- Trainer of Whales (2007, in: Rebecca Lickiss und Martin H. Greenberg (Hrsg.): The Future We Wish We Had)

2008:
- Friends of the High Hills (2008, in: Martin H. Greenberg und Kerrie Hughes (Hrsg.): Fellowship Fantastic)
- Blood Bonds (2008, in: George Mann (Hrsg.): The Solaris Book of New Science Fiction: Volume Two)
- Jack of the High Hills (2008, in: Martin H. Greenberg und Kerrie Hughes (Hrsg.): The Dimension Next Door; auch: The Handyman’s Apprentice, 2015)

2009:
- For the Love of Mechanical Minds (in: Nature, February 12, 2009)
- Sailors in a Sea of Suns (2009, in: Jay Lake und Eric T. Reynolds (Hrsg.): Footprints)
- In Their Garden (in: Asimov’s Science Fiction, September 2009)
- Her Black Mood (2009, in: Kerrie Hughes und Martin H. Greenberg (Hrsg.): Zombie Raccoons & Killer Bunnies)

2010:
- The Robots’ Girl (in: Analog Science Fiction and Fact, April 2010)
- Mind Expeditions (in: Nature, May 20, 2010)
- My Father’s Singularity (in: Clarkesworld Magazine Podcast, Mid-June 2010)
- The Single Larry Ti, or Fear of Black Holes and Ken (in: Analog Science Fiction and Fact, July-August 2010)
- The Hebras and the Demons and the Damned (in: Analog Science Fiction and Fact, December 2010)
- Second Shift (2010, in: Martin H. Greenberg und Kerrie Hughes (Hrsg.): Love & Rockets)

2011:
- Cracking the Sky (2011, in: Mike McPhail (Hrsg.): No Man’s Land)
- Phoenix Dogs (2011, in: J. C. Hart (als Cassie Hart) und Anna Caro (Hrsg.): Tales for Canterbury: Survival | Hope | Future)
- Speaker for the Mayans (2011, in: Danielle Ackley-McPhail, Elektra Hammond und Neal Levin (Hrsg.): In an Iron Cage: The Magic of Steampunk)
- Tea with Jillian (in: Nature, December 22, 2011)

2012:
- The Ghost in the Doctor (2012, in: Kerrie Hughes und Martin H. Greenberg (Hrsg.): Westward Weird)
- Between Lines (2012, in: Edwina Harvey und Simon Petrie (Hrsg.): Light Touch Paper, Stand Clear)

2013:
- All Hallows in the High Hills (2013, in: Paula Guran (Hrsg.): Halloween: Magic, Mystery, and the Macabre)
- For the Love of Metal Dogs (2013, in: Mike McPhail (Hrsg.): Dogs of War)
- Holly Defiant (2013, in: Bryan Thomas Schmidt (Hrsg.): Raygun Chronicles: Space Opera for a New Age)

2014:
- A Heart of Power and Oil (2014, in: Stephen Cass (Hrsg.): Coming Soon Enough: Six Tales of Technology’s Future)
- Elephant Angels (2014, in: Ed Finn und Kathryn Cramer (Hrsg.): Hieroglyph: Stories and Visions for a Better Future)

2015:
- The Back of the Drum (2015, in: Brenda Cooper: Beyond the WaterFall Door: Stories of the High Hills)
- The Backup Singer (2015, in: Brenda Cooper: Beyond the WaterFall Door: Stories of the High Hills)
- Alien Graveyards (2015, in: Brenda Cooper: Cracking the Sky)
- Entropy and Emergence (2015, in: Brenda Cooper: Cracking the Sky)
- Riding in Mexico (2015, in: Brenda Cooper: Cracking the Sky)
- Star of Humanity (2015, in: Brenda Cooper: Cracking the Sky)
- The Street of All Designs (2015, in: Brenda Cooper: Cracking the Sky)
- Biology at the End of the World (in: Asimov’s Science Fiction, September 2015)
- Iron Pegasus (2015, in: Bryan Thomas Schmidt (Hrsg.): Mission: Tomorrow)

2016:
- The Hand on the Cradle (2016, in: Alex Shvartsman (Hrsg.): Humanity 2.0)
- Along the Northern Border (2016, in: Mike McPhail (Hrsg.): Man and Machine)

2017:
- Street Life in the Emerald City (2017, in: David Brin und Stephen W. Potts (Hrsg.): Chasing Shadows: Visions of Our Coming Transparent World)
- Unforeseen Consequences (2017, in: Seat 14C)
- The Crystal Harvester (2017, in: Susan Forest und Lucas K. Law (Hrsg.): The Sum of Us: Tales of the Bonded and Bound)
- Blackstart (2017, in: Michael G. Bennett, Joey Eschrich und Ed Finn (Hrsg.): Overview: Stories in the Stratosphere)
- Heroes (2017, in: Alma Alexander (Hrsg.): Children of a Different Sky)

2019:
- Southern Residents (2019, in: Current Futures: A Sci-fi Ocean Anthology)
- Children of the Last Battle (2019, in: Mike McPhail (Hrsg.): In Harm’s Way)
- Death, Butterflies, and Makers of War (2019, in: Bryan Thomas Schmidt (Hrsg.): Infinite Stars: Dark Frontiers)